# Enna hara
Espèce
Enna hara est une espèce d'araignées aranéomorphes de la famille des Trechaleidae.

## Distribution
Cette espèce est endémique de la région de San Martín au Pérou,. Elle se rencontre à Divisoria.

## Description
La carapace de la femelle holotype mesure 5,47 mm de long sur 4,81 mm de large.

## Étymologie
Son nom d'espèce lui a été donné en référence au lieu de sa découverte, Hara.

## Publication originale
- Silva, Lise & Carico, 2008 : Revision of the Neotropical spider genus Enna (Araneae, Lycosoidea, Trechaleidae). Journal of Arachnology, vol. 36, p. 76-110 (texte intégral).